# Hidegkút
Hidegkút (německy Kaltenbrunn bei Weißbrunn) je obec v Maďarsku v župě Veszprém, spadající pod okres Veszprém. Nachází se asi 13 km jihozápadně od Veszprému. V roce 2015 zde žilo 410 obyvatel. Dle údajů z roku 2011 tvoří 80 % obyvatelstva Maďaři a 21,4 % Němci, přičemž 20 % obyvatel se ke své národnosti nevyjádřilo. Název znamená "studená studna".

## Sousední obce
| Růžice kompasu |               |          | Nemesvámos    | Růžice kompasu |
| Růžice kompasu | Tótvázsony    | Sever    | Veszprémfajsz | Růžice kompasu |
| Růžice kompasu | Tótvázsony    | Hidegkút | Veszprémfajsz | Růžice kompasu |
| Růžice kompasu | Tótvázsony    | Jih      | Veszprémfajsz | Růžice kompasu |
| Růžice kompasu | Balatonszőlős |          | Balatonfüred  | Růžice kompasu |